# WSGI
WSGI (англ. Web Server Gateway Interface) — стандарт обмена данными между веб-сервером и веб-приложением, написанным на Python, описанный в документе PEP 333.

## История
WSGI придумал создатель фреймворка Pylons Бен Бангерт (англ. Ben Bangert), известный под псевдонимом Groovie.
В 2003 году была опубликована спецификация PEP 333.
В 2010 году вышла спецификация PEP 3333.

## Идея
В Python существует большое количество различного рода веб-фреймворков (каркасов), тулкитов и библиотек. Для каждого из них — собственный метод установки и настройки, они не умеют взаимодействовать между собой. Это может стать затруднением для тех, кто только начинает изучать Python, так как, например, выбор определённого фреймворка может ограничить выбор веб-сервера, и наоборот.
WSGI предоставляет простой и универсальный интерфейс между большинством веб-серверов и веб-приложениями или фреймворками.

## Спецификации
По стандарту, WSGI-приложение должно удовлетворять следующим требованиям:
- должно быть вызываемым (callable) объектом (обычно это функция или метод)
- принимать два параметра:
  - словарь переменных окружения (environ)[4]
  - обработчик запроса (start_response)[5]
- вызывать обработчик запроса с кодом HTTP-ответа и HTTP-заголовками
- возвращать итерируемый объект с телом ответа

Простейшим примером WSGI-приложения может служить такая функция-генератор:
```
def
 
application
(
environ
,
 
start_response
):

    
start_response
(
'200 OK'
,
 
[(
'Content-Type'
,
 
'text/plain'
)])

    
yield
 
b
'Hello, World!
\n
'

```

## Middleware
Помимо приложений и серверов, стандарт дает определение middleware-компонентов, предоставляющих интерфейсы как приложению, так и серверу. То есть для сервера middleware является приложением, а для приложения — сервером. Это позволяет составлять «цепочки» WSGI-совместимых middleware. Middleware — простая обертка над объектом приложения, реализовать её можно через замыкание.
Middleware могут брать на себя следующие функции (но не ограничиваются этим):
- обработка сессий
- аутентификация/авторизация
- управление URL (маршрутизация запросов)
- балансировка нагрузки
- пост-обработка выходных данных (например, проверка на валидность)
- изменение заголовков

## Документация
- Eby, P. J. PEP 333 – Python Web Server Gateway Interface v1.0 :  [англ.] : [арх. 16 марта 2022] // Python Enhancement Proposals. — 2003.
- Eby, P. J. PEP 3333 – Python Web Server Gateway Interface v1.0.1 :  [англ.] : [арх. 21 марта 2022] // Python Enhancement Proposals. — 2010.